# Kagero: Deception II
Kagero: Deception II is een computerspel ontwikkeld door Tecmo en uitgegeven door Tecmo en Virgin Interactive. Het spel werd in 1998 uitgebracht voor de PlayStation. In 2008 kreeg het spel een digitale heruitgave beschikbaar voor de PlayStation 3 en PlayStation Vita via PlayStation Network.

## Platforms
| Jaar | Platform           |
| ---- | ------------------ |
| 1998 | PlayStation        |
| 2008 | PSP, PlayStation 3 |
| 2012 | PS Vita            |

## Ontvangst
| Beoordeeld door | Platform    | Jaar | Score |
| --------------- | ----------- | ---- | ----- |
| IGN             | PlayStation | 1998 | 85%   |
| Meristation     | PlayStation | 1998 | 84%   |
| GameSpot        | PlayStation | 1998 | 81%   |
| GamePro (USA)   | PlayStation | 2000 | 80%   |
| Quebec Gamers   | PlayStation | 2013 | 73%   |